# Diadie Samassékou
Diadie Samassékou (Bamako, 1996. január 11. –) mali válogatott labdarúgó, az Olimbiakósz játékosa kölcsönben a Hoffenheim csapatától.

## Pályafutása

### Klubcsapatokban
Samassékou szülővárosának csapatában, a Real Bamakóban kezdte pályafutását. 2015 augusztusában szerződtette az osztrák Salzburg, ahol először annak másodosztályú fiókcsapatához, a Lieferinghez került. 2015 szeptemberében mutatkozott be a csapatban, a Floridsdorfer AC elleni bajnokin. 25 alkalommal lépett pályára a 2015–2016-os idény során.
2016 júliusában került a Red Bull Salzburg keretéhez. Abban az idényben bemutatkozhatott a Bajnokok Ligájában is a lett FK Liepāja elleni selejtező mérkőzésen. Az osztrák élvonalban a Wolfsberger AC csapata ellen lépett pályára először, összesen 27 alkalommal kapott lehetőséget a bajnokságban. Alapembere lett a csapatnak, amellyel a 2017-2018-as szezonban az Európa-liga elődöntőjébe jutott, pályára lépett a Real Sociedad és a Borussia Dortmund ellen is. A Salzburg a döntőbe már nem jutott be, miután összesítésben alulmaradt a francia Marseille ellenében.
Három idény alatt összesen 134 tétmérkőzésen lépett pályára a klub színeiben, háromszor nyert bajnoki címet a csapattal. 2019 nyarán a német első osztályú Hoffenheim 12 millió euró ellenében igazolta le, Samassékou négy évre írt alá.
2022 szeptember közepén kölcsönbe került a görög Olimbiakósz csapatához.

### A válogatottban
Részt vett a 2015-ös U20-as labdarúgó-világbajnokságon. A felnőtt válogatottban 2016-ban mutatkozott be, szerepelt a 2019-es és a 2021-es afrikai nemzetek kupáján.

## Sikerei, díjai
Red Bull Salzburg
- Osztrák bajnok: 2016–17, 2017–18, 2018–19
- Osztrák kupagyőztes: 2016–17, 2018–19

Egyéni elismerés
- Európa-liga, az év csapatának tagja: 2017–18[10]
- Az év sportolója Maliban: 2017[11]